# Black Earth
Black Earth es el primer álbum de estudio de la banda sueca Arch Enemy.
El álbum fue originalmente publicado en 1996 bajo los sellos discográficos Toy's Factory (Japón) y Wrong Again Records (Suecia). Black Earth fue reeditado en los años 2002 y 2007 por la discográfica Regain Records, anteriormente conocida como Wrong Again Records.

## Lista de canciones
1. "Bury Me an Angel" – 3:40
2. "Dark Insanity" – 3:16
3. "Eureka" – 4:44
4. "Idolatress" – 4:56
5. "Cosmic Retribution" – 4:00
6. "Demoniality" 	– 1:19
7. "Transmigration Macabre" – 4:09
8. "Time Capsule" – 1:09
9. "Fields of Desolation" – 5:31

### Bonus tracks japoneses de 1999
1. "Losing Faith" 	– 3:16
2. "The Ides of March" – 1:46 (Cover Iron Maiden)[3]

### Bonus tracks en relanzamiento de 2002
1. Losing Faith - 03:16
2. The Ides of March (Iron Maiden cover) - 01:46
3. Aces High (Iron Maiden cover) - 04:24[2]

## Créditos

### Integrantes
- Michael Amott - guitarras, bajo
- Christopher Amott - guitarras
- Johan Liiva - voz, bajo
- Daniel Erlandsson - batería

### Producción
- Michael Amott - Diseño, Mezcla, Producción
- Miran Kim - Arte de portada
- Fredrik Nordström - Teclados, Productor, Ingeniero, Mezcla
- Baskim Zuta - Ingeniero (asistente)
- Urszula Striner - Fotografía
- Wez Wenedikter - Productor ejecutivo, Diseño, 2002[2]
- Arch Enemy - Todas las canciones
- M&A Music Art - Diseño de arte, 2002[2]
- Kenneth Johansson - Fotografía (banda), 2007
- Urszula Striner - Fotografía (modelo), 2007

Grabado en Studio Fredman, febrero-marzo de 1996; mezclado, abril de 1996.

Pre-masterización en «The Mastering Room», Gotemburgo.